# 야렛

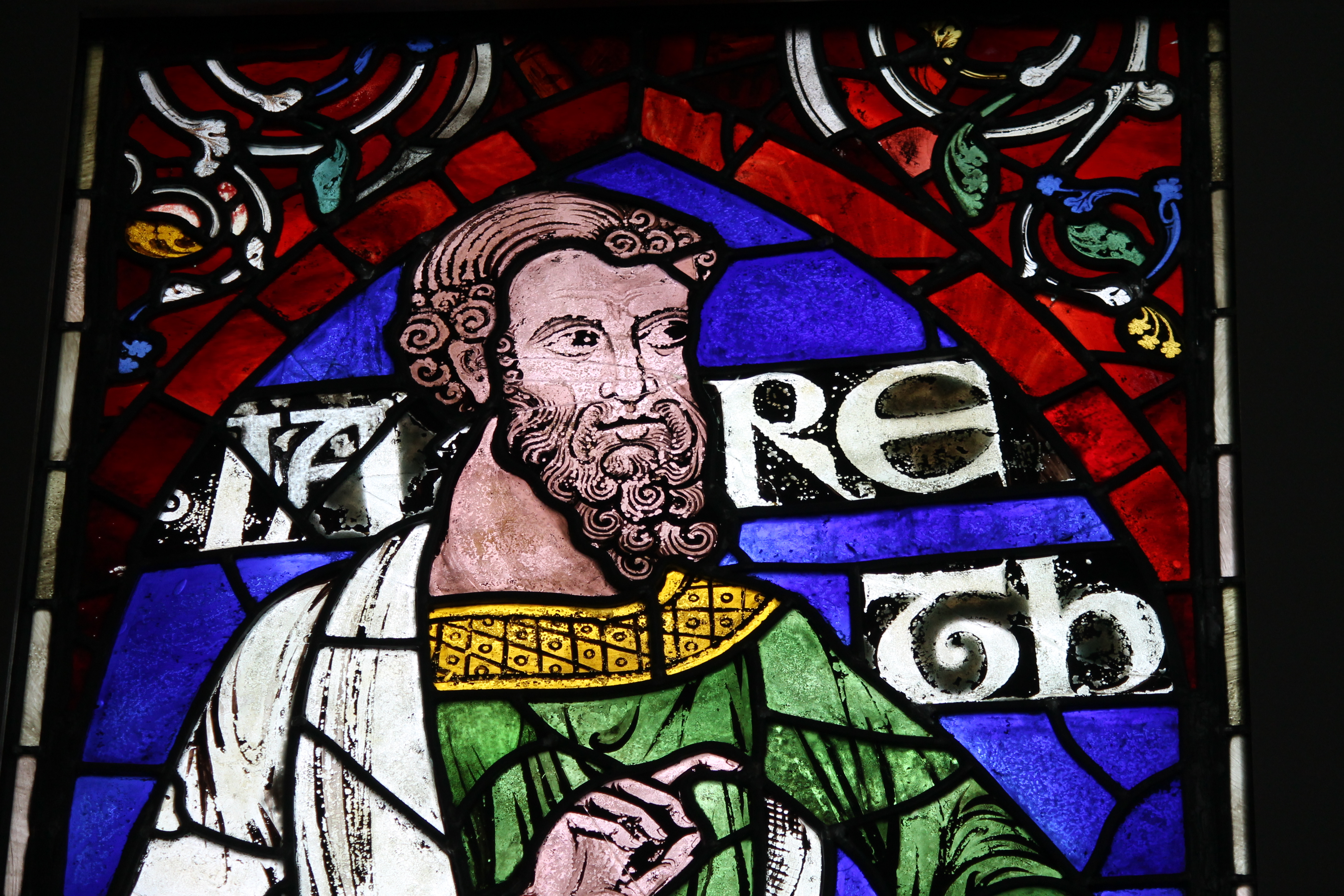

야렛(Jared 또는 Jered, 히브리어: יֶרֶד Yereḏ, in pausa יָרֶד Yāreḏ, "하강하다", 그리스어: Ἰάρετ 또는 Ἰάρεδ Iáret; 아랍어: يَارَد Yārad)은 창세기에서 아담과 이브의 6세대 후손이었다. 이 인물의 주요 일대기는 창세기 5:18-20에 자세히 설명되어 있다.

## 현대 학문
장수한 다른 족장들과 마찬가지로 야렛에 대한 성경적 세부 사항은 창세기에 나와 있다. 문서설의 측면에서 아담의 후손에 대한 구절(창 5:1-32)은 제사장 자료에 귀속된다. 가인 후손의 족보를 포함하는 평행 구절(창세기 4:17-22)은 동일한 원래 족보의 또 다른 고대 버전인 야훼계(Jahwist)에 기인한다. 두 족보에는 7개의 유사한 이름이 포함되어 있으며 야훼계의 족보판에는 야렛(Jared) 대신 이랏(Irad)이 있다.

## 전통
아담의 아들인 셋의 증손자인 그의 아버지 마할랄렐은 야렛이 태어났을 때 65세였다. 외경 희년의 책에서 그의 어머니의 이름은 디나(Dinah)이다.
희년서는 야렛이라는 인물이 이름이 베레카(Bereka), 바라카(Baraka, Barakah)로 다양하게 표기된 이름의 여성과 결혼했다고 기록하고 성경은 야렛이 다른 아들과 딸의 아버지가 되었다고 말한다(창세기 5:19). 그 아이들 중에서 야렛이 162세였을 때 태어난 에녹만이 구체적으로 지명되었다(창세기 5:18, 5:22a, 5:24, 히브리서 11:5b, 유다서 14-15). 희년서에 따르면 에녹은 계속해서 에드나와 결혼했으며 야렛의 유일한 손자는 에녹의 아들 므두셀라로 성경에 언급된 가장 장수한 사람이다(창세기 5:18, 5:21, 5:27).
또한 야렛은 노아와 그의 세 아들의 조상이었다. 야렛의 나이는 그가 죽었을 때(노아가 366세였을 때) 962세로 기록되어 히브리어 성경과 70인역에 언급된 두 번째로 나이가 많은 사람이 되었다. 사마리아오경에 따르면 그의 나이는 아버지가 될 때 62세였고 죽을 때 겨우 847세였다.
사마리아 전통에 따르면 고대 사마리아 마을인 샬렘 랍타(현대의 살림)는 야렛에 의해 설립되었다.